# Культура ЮАР
Культурные традиции Южно-Африканской Республики весьма разнообразны. Важнейший древний памятник творчества южноафриканских народов — наскальная живопись, созданная бушменами (изображения животных и людей найдены в Драконовых горах). Ещё более древние петроглифы, высеченные на камнях по берегам рек в Трансваале и на севере Капской провинции и изображающие слонов, антилоп, реже — сцены охоты. Традиционным занятием банту издревле было скотоводство и мотыжное земледелие, бушменов и готтентотов — преимущественно охота, но в последние десятилетия хозяйство и быт заметно изменились.

## Архитектура
Архитектура южноафриканских городов весьма разнообразна. Местными архитекторами было внесено своеобразие в европейские стили — неоклассицизм, неоготику и создана «капская» архитектура.

## Музыка и живопись
Южноафриканская музыка и живопись характеризуется сочетанием элементов африканского и европейского искусства. Характерно возрождение традиционного африканского наследия. Всемирно известно южноафриканское церковное хоровое пение.
Один из самых известных южноафриканских художников — Ян Волсхенк (1853—1936), рисовавший пейзажи Западно-Капской провинции. Джерард Секото (1913—1993) — один из основоположников городского чёрного искусства.

## Контркультурные движения
Во второй половине XX века в ЮАР появилось контркультурное движение зэф, известными представителями которого являются группа Die Antwoord, Jack Parow и веб-сайт Watkykjy.